# トレント (バレンシア県)
トレント（バレンシア語 : Torrent）またはトレンテ（スペイン語 : Torrente）は、スペイン・バレンシア州バレンシア県のムニシピ（基礎自治体）。バレンシア都市圏を形成する都市の一つであり、1950年代以降にベッドタウンとして人口が増加した。公式名はバレンシア語のTorrent。

## 地理
トレントは地中海から15km内陸にあり、バレンシア州の州都バレンシアからは9km離れている。周囲は丘陵や低い山地に囲まれており、エル・ベダド・デ・トレント丘のふもとにある。

## 由来
トレントの古名は明らかになっていないが、ローマ属州ヒスパニアの時代に生じたとみなされている。ラテン語で2つの言葉が語源ではないかとみられる。塔や要塞を表すTurritus、早いまたは衝撃的、暴力的という意味を持つTorrensである。
最初に公文書に名が記されたのはジャウマ1世時代の1232年、ビラス・デ・トレント（Vilas de Torrent）としてである。Torrentは1860年まで使用されたが、以後はカスティーリャ語のトレンテ（Torrente）に改められた。民主化移行期の1979年、バレンシア語名のトレントが公式名称に定められた。

## 歴史
塔や防衛施設など数多くの古代の遺構からは硬貨、調理器具、武器などが発見されている。トレント周囲では青銅器時代から人が定住していたことが示されている。イベリア人の居住地跡も見つかっている。ローマ時代は人口密度が高く、多くのヴィッラや田舎の住宅、農場を備えた農家の住宅があった。8世紀に始まるアラブ人支配は、都市景観に名残を残した。狭く曲がりくねった通り、広場と行き止まりの通りなどである。
ジャウマ1世のバレンシア征服から10年後の1248年、公式にトレントの町が設立された。ジャウマ1世はトレントの土地を、バレンシア征服に助力した聖ヨハネ騎士団の騎士ユーグ・ド・フォルカルキエへ授けた。騎士団は他にもクリェラやシリャでも行政を行った。ジャウマ1世がトレント周囲での全権を騎士団に与えたことで、十分の一税を徴収しようとするバレンシア司教とのいさかいが始まった。リェイダ司教が仲介して、騎士団とバレンシア司教の間で十分の一税を等しく配分することになり、対立は収まった。

## 人口
| トレントの人口推移 1857－2017                           |
|                                                         |
| 出典:INE（スペイン国立統計局）1900年 - 1991年、1996年 - |

## 政治
| 任期      | 首長名                                                                          | 政党      |
| --------- | ------------------------------------------------------------------------------- | --------- |
| 1979–1983 | マヌエル・プチャデス・ロメーロ (77-79) ラファエル・マリン・マルティネス (79-)   | PSPV-PSOE |
| 1983–1987 | ラファエル・マリン・マルティネス                                                | PSPV-PSOE |
| 1987–1991 | フアン・ヘスース・ロス・ピレス                                                  | PSPV-PSOE |
| 1991–1995 | フアン・ヘスース・ロス・ピレス                                                  | PSPV-PSOE |
| 1995–1999 | フアン・ヘスース・ロス・ピレス                                                  | PSPV-PSOE |
| 1999–2003 | フアン・ヘスース・ロス・ピレス                                                  | PSPV-PSOE |
| 2003–2007 | フアン・ヘスース・ロス・ピレス (03-04) ホセ・ブレソ・オラソ (04-07)             | PSPV-PSOE |
| 2007–2011 | マリーア・ホセ・カタラー・ベルデト                                              | PPCV-PP   |
| 2011–2015 | マリーア・ホセ・カタラー・ベルデト (11-12) アンパロ・フォルガド・トンダ (12-15) | PPCV-PP   |
| 2015–2019 | フアン・ヘスース・ロス・ピレス                                                  | PSPV-PSOE |
| 2019–2023 | n/d                                                                             | n/d       |
| 2023–     | n/d                                                                             | n/d       |

## 交通
- 道路 - A-7、E15 (地中海自動車道/バレンシアバイパス)/CV-405 (レアル・デ・モントロイ道路)/CV-33 (バレンシア南部流通自動車道)/CV-36 (トレント自動車道)/CV-366 (トレント東部アクセス)
- 鉄道 - メトロバレンシア2号線、7号線、トレント・アヴィングダ駅、1号線、2号線、7号線、トレント駅と、1号線、コッレジ・エル・ヴェダット駅。バレンシア公営鉄道の管轄駅。

## 出身者
- アナベル・メディナ・ガリゲス : テニス選手。2008年北京オリンピックダブルス銀メダル。
- ペドロ・ロペス・ムニョス : サッカー選手。
- マヌエル・ヘレロス : オートバイレーサー。アルバセテ県出身だがトレント在住。
- ハビエル・ガリード : サッカー選手。
- アルフォンソ・アルベルト（スペイン語版） : バスケットボール選手。
- ビセンテ・グアイタ : サッカー選手。
- パコ・アルカセル : サッカー選手。
- ロジェール・マルティ : サッカー選手。

## 姉妹都市
- ベナルプ＝カサス・ビエハス（英語版）、スペイン・アンダルシア州カディス県
- アーブ（英語版）、マルタ共和国
- ゼブージ（英語版）、マルタ共和国